# Joseph Anton Auffmann
Joseph Anton Auffmann, né vers 1720 et mort en 1778, est un compositeur, maître de chapelle et organiste allemand de la période classique.

## Biographie
Joseph Anton Auffmann est probablement né vers 1720 à ou près de Kempten en Bavière, dans le Saint-Empire romain germanique,,.
En 1749, il succède à François-Xavier Richter en tant que maître de chapelle du prince-évêque de Kempten, un poste qu'il conserve durant 7 ans,,.
En 1757, il séjourne à Straubing puis à Donaueschingen avant de devenir organiste et maître de chapelle à la cour de Porrentruy (Pruntrut) en Suisse auprès du prince-évêque Joseph Guillaume Rinck de Baldenstein,. 
Joseph Anton Auffmann décède en 1778 à Porrentruy ou à Kempten,,,,,,,.

## Œuvre
- 1754 : Triplex Concentus Organicus (Augsbourg)[6],[7],[10],[11]
- 1760 : Concerto ex D a Violino Primo, Violino Secundo, Alto Viola, Cornu Prima, Cornu Secundo, Cum Basso[12]
- Sinfonia en ré majeur
- Concerto F-Dur für Orgel, zwei Hörner, zwei Violinen und B.c.[13]

## Enregistrement
- 2009 : Sinfonia en ré majeur sur le CD Sinfonien des 18. Jahrhunderts aus dem archiv des Innsbrucker Musikvereins, par le Concerto Stella Matutina, dir. Silvia Schweinberger, édité par les Tiroler Landemuseen dans la collection Musik Museum - Innsbrucker Klassik (ref CD13004)